# Carl Schirmer
Pour les articles homonymes, voir Schirmer.
Carl Schirmer, né le 10 octobre 1864 à Winterstetten (royaume de Wurtemberg) et mort le 3 janvier 1942 à Pasing, est un homme politique allemand (Zentrum, BVP).

## Biographie
Après l'école primaire, Schirmer, qui est catholique romain, termine un apprentissage de serrurier de 1878 à 1880. Puis il continue à voyager à travers la Belgique, la Hollande et la Suisse. Après son tour de compagnon, il travaille dans diverses usines de génie mécanique ainsi que dans des serruriers de construction et d'art. Il se forme en fréquentant des écoles de commerce à Cologne, Zurich et Munich et étudie en 1897/98 en tant qu'étudiant invité pendant deux semestres d'économie à l'Université Louis-et-Maximilien de Munich.
Schirmer est impliqué dans le Mouvement des travailleurs catholiques (KAB) et l'Association chrétienne des métallurgistes, où il a travaillé comme secrétaire ouvrier et rédacteur en chef du journal de l'association depuis les années 1890.
Le Schirmerweg à Pasing, où il a vécu pendant de nombreuses années, porte son nom.

## Parti politique
Schirmer est membre à l'origine du Zentrum. Lorsque son association régionale devient indépendante le 9 janvier 1920 sous le nom de Parti populaire bavarois, que le Zentrum bavarois utilise depuis 1918, il s'y rallie..

## Parlementaire
Schirmer est membre du parlement (de) du royaume de Bavière de 1899 à 1907. De 1907 à 1918, il est député du Reichstag pour la 4e circonscription de Haut-Palatinat (Neunburg vorm Wald). En 1919/20, il est membre de l'Assemblée nationale de Weimar. Puis il est de nouveau membre du Reichstag jusqu'en 1928.

## Travaux
- Msgr. Lorenz Huber und seine Zeit: aus dem Leben eines sozialen Priesters und Arbeiterführers. Leohaus, München 1931.
- Fünfzig Jahre Arbeiter. Echo, Duisburg 1924.
- Süd und Nord: ein Beitrag zur Geschichte der Befreiungs- und Verfassungskämpfe des deutschen Volkes. Bavaria, München-Pasing 1921.
- Aus der deutschen Nationalversammlung:  Eine Uebersicht über ihre Tätigkeit unter besonderer Berücksichtigung der Mitarbeit der Abgeordneten der Bayerischen Volkspartei am Neuaufbau des deutschen Staatswesens. Generalsekretariat der Bayerischen Volkspartei, München 1919.
- Das Zentrum und die Hilfsdienstpflicht im Kriege: Aus den Verhandlungen des Reichstags über das Dienstpflichtgesetz, mit wichtigen Regierungserklärungen über den Vollzug. Dazu das Gesetz über den vaterländischen Hilfsdienst nebst Ausführungsbestimmungen. Leohaus, München 1917.
- Das Reichs-Vereinsgesetz: Ein praktisches Handbüchlein für das Vereinsleben. München, 1908.
- Der Bayerische Landtagswähler: Ein praktisches Mahlbüchlein für Jedermann. 3. Auflage, Buchhandlung des Verbandes süddeutscher katholischer Arbeitervereine, München 1907.
- Das bayerische Landtagswahlgesetz. 1907.
- Verhältnisse des bayerischen Post- und Telegrafen-Personals. 1900.
- Das Wohnungselend der Minderbemittelten in München. Hülsen, Frankfurt a. M. 1899.